# Lorena Vindel
Lorena Vindel (1977, Tegucigalpa, Honduras) es una actriz y artista hondureña.

## Biografía y carrera
Lorena Vindel empezó su formación artística en la Escuela Experimental de Niños Para la Música en Tegucigalpa, continuada en la Escuela Nacional de Música. Entre 1996 y 1998 estudió Historia del Arte en la Universidad Autónoma de Honduras. Al mismo tiempo participaba en el Teatro Zambra. En 1998 emigró a España, donde continuó su formación artística con estudios de actuación y música.  Empezó a desempeñarse como actriz de teatro y obtuvo papeles secundarios, de extra o doble en películas de cine español. En 2008 ganó el premio a actriz revelación en el Festival de Cine de España de Toulouse por su papel en Siete mesas de billar francés. En 2010 obtuvo el papel protagonista en la película Mami Blue, estrenada en 2011. 
En 2014 regresó a Honduras para realizar un performance llamado Madre Tierra, inspirado en unos textos bíblicos y en tradiciones locales.

## Filmografía

### Televisión
| Año       | Título                  | Papel          | Notas                 |
| --------- | ----------------------- | -------------- | --------------------- |
| 2004      | ¡Ay Adolfo!             |                | Corto.                |
| 2004-2006 | El comisario            |                | Dos episodios.        |
| 2007      | C.L.A. No somos ángeles | Mariela Mendía | 65 episodios.         |
| 2008      | Susurros                | Nana           | Corto. Solamente voz. |
| 2008      | Cuenta atrás            | Celia          | Un episodio.          |
| 2009      | El porvenir es largo    | Evelyn         |                       |
| 2009      | Hospital Central        | Dalia Parrales | Tres episodios.       |

### Cine
| Año  | Título                        | Papel      | Notas |
| ---- | ----------------------------- | ---------- | ----- |
| 2007 | Siete mesas de billar francés | Evelin     |       |
| 2011 | Mami Blue                     | Luz Estela |       |
| 2011 | Lo mejor de Eva               | Wendy      |       |

## Premios
| Año  | Categoría         | Resultado |
| ---- | ----------------- | --------- |
| 2008 | Actriz revelación | Ganadora  |